# David Mamet
David Alan Mamet (født 30. November 1947 i Chicago, Illinois) er en amerikansk manuskriptforfatter, dramatiker, forfatter og filminstruktør. 
David Mamet er en af USA’s førende dramatikere. Hans forfatterskab er inspireret af Harold Pinters, men afspejler det hårde miljø han selv voksede op i i Chicago, og hans brug af det engelske sprog, med mange bandeord og direkte seksuelle referencer, har inspireret flere amerikanske film- og teaterinstruktører. 
Mamet brød igennem som dramatiker i 1975 med skuespillet American Buffalo og fik i 1984 Pulitzerprisen for årets bedste skuespil for Glengarry Glen Ross.
Mamet debuterede som filminstruktør med gangsterfilmen House of Games (1987), og har siden instrueret bl.a. The Spanish Prisoner (1997), The Winslow Boy (1999), State and Main (2000), Kuppet (2001) og Spartan (2004).
Mamet er desuden forfatter til flere bøger, artikler og essays, der forholder sig kritisk til den amerikanske film- og underholningsindustri. 
Mamet bor dels på en gård i Vermont, dels i Cambridge, Massachusetts og Santa Monica. 
Han er gift med skuespilleren og musikeren Rebecca Pidgeon.

## Værkliste

### Skuespil
- 1970 – Lakeboat
- 1972 – The Duck Variations (DK titel: Andevariationer)
- 1974 – Sexual Perversity in Chicago (DK titler: Amerikansk Forførelse / Sexual Perversity)
- 1974 – Squirrels
- 1975 – American Buffalo (DK titel: American Buffalo)
- 1976 – Reunion
- 1976 – The Water Engine
- 1977 – A Life in the Theatre (DK titler: Et Liv i Teatret / Teaterliv)
- 1978 – Prairie du Chien (DK titel: Nattog)
- 1979 – The Woods (DK titler: I den Mørke Skov / Skoven)
- 1980 – Lakeboat
- 1982 – Edmond
- 1983 – The Frog Prince
- 1984 – Glengarry Glen Ross (DK titel: Glengarry Glen Ross)
- 1985 – The Shawl
- 1988 – Speed-the-Plow (DK titel: Det Store Scoop)
- 1989 – Bobby Gould In Hell
- 1992 – Oleanna (DK titel: Oleanna)
- 1995 – Death Defying Acts (med Woody Allen og Elaine May. Del: An Interview) (DK titel: Tre dødelige doser (En overhøring)).
- 1995 – The Cryptogram (DK titel: Kryptogram)
- 2001 – Boston Marriage
- 2004 – Faustus
- 2005 – Romance
- 2008 – November

### Film
Filmmanuskripter
- 1981 – Postbudet ringer altid to gange (The Postman Always Rings Twice)
- 1982 – Dommen (The Verdict)
- 1987 – De Uovervindelige (The Untouchables)
- 1987 – House of Games (også instruktion)
- 1988 – Things Change (også instruktion)
- 1989 – Vi er ikke engle (We're No Angels)
- 1991 – Homicide – Mordkommission (Homicide) (også instruktion)
- 1992 – Glengarry Glen Ross (Sælger til Salg)
- 1992 – Hoffa
- 1993 – Oleanna (også instruktion)
- 1994 – Vanya on 42nd Street
- 1996 – American Buffalo
- 1997 – The Edge
- 1997 – The Spanish Prisoner (også instruktion)
- 1997 – Wag the Dog – Når halen logrer med hunden (Wag the Dog)
- 1998 – Ronin (Manuskript under pseudonymet Richard Weisz)
- 1999 – Lansky
- 1999 – The Winslow Boy – (også instruktion)
- 2000 – State and Main (også instruktion)
- 2001 – Hannibal
- 2001 – Kuppet (Heist) (også instruktion )
- 2004 – Spartan (også instruktion)
- 2008 – Redbelt (også instruktkion)

## Priser

### Pulitzerprisen
- 1984 for skuespillet Glengarry Glen Ross

### Academy Award – Oscar
- 1998 – Oscar-nomineret for bedste manuskript baseret på et andet forlæg for Wag the Dog – Når halen logrer med hunden.
- 1988 – Oscar-nomineret for bedste manuskript baseret på et andet forlæg for Dommen

### BAFTA
- 1999 – Nomineret for bedste manuskript baseret på et andet forlæg for Wag the Dog – Når halen logrer med hunden.